# Domptail
Domptail är en kommun i departementet Vosges i regionen Grand Est (tidigare regionen Lorraine) i nordöstra Frankrike. Kommunen ligger i kantonen Rambervillers som tillhör arrondissementet Épinal. År 2022 hade Domptail 338 invånare.

## Befolkningsutveckling
Antalet invånare i kommunen Domptail
| Referens: INSEE |